# Bump ’n’ Grind
Bump ’n’ Grind är The 69 Eyes första musikalbum. Albumet släpptes 1992.

## Låtlista
1. Voodoo Queen
2. Juicy Lucy
3. Alive
4. House by the Cemetery
5. Hot Butterfly
6. Sugarman
7. Dream Master
8. Too Sick For You
9. No Hesitation
10. Blind For Love
11. The Hills Have Eyes
12. Barbarella
13. Burning Love